# Fundulus sciadicus
Fundulus sciadicus è un pesce d'acqua dolce appartenente alla famiglia Fundulidae.

## Distribuzione e habitat
Questa specie è diffusa in Nordamerica, in due aree separate tra loro: nel bacino idrografico del fiume Missouri, tra Wyoming e Iowa, e nel bacino idrografico del fiume Neosho (Missouri, Kansas e Oklahoma). Abita zone tranquille di ruscelli e fiumi, in aree ben vegetate.

## Descrizione
F. sciadicus presenta un corpo allungato, piuttosto compresso ai fianchi, di aspetto tozzo; le pinne sono piccole e arrotondate, la pinna caudale è a delta. La livrea vede un fondo color sabbia, più scuro sul dorso, argenteo sul ventre, con riflessi verde smeraldo metallizzati. Le pinne sono verde smeraldo, a volte con riflessi rossastri, ma tendenti al trasparente.

Raggiunge una lunghezza massima di 9 cm.

## Biologia
Non è un killifish stagionale.

## Riproduzione
La femmina depone le uova, subito fecondate dal maschio, nel fondo limaccioso.